# Беспартийные активисты местного самоуправления
«Беспартийные активисты местного самоуправления» (пол. Bezpartyjni Samorządowcy, BS) — политическое движение в Польше. Действует децентрализовано, участвуя в основном в местных выборах. Возникло в Нижнесилезском воеводстве, после распространилось по всей Польше. Изначально ассоициировалось скорее с правыми силами, но затем стала определяться на левоцентристском спектре.

## История

### Местные выборы в Польше (2014)
В 2014 году перед местными выборами в Польше несколько членов общественного движения «Obywatelski Dolny Śląsk» выступили против союза с «Гражданской платформой» и создали собственное движение. На выборах движение получило 4 мандата в Сеймике Нижнесилезского воеводства, которые достались Павлу Кукизу, Роберту Рачиньскому, Альдоне Викторской-Свенцкой и Патрику Вильду. Роберт Рачиньский вскоре после выборов был переизбран Президентом Любина, а его мандат перешёл к Тимотеушу Мурде. 

### 2015
В 2015 году член движения Павел Кукиз баллотировался на президентских выборах, заняв 3-е место с результатом 20,8% голосов. После этого он покинул движение, основав собственную политическую партию «Кукиз'15».

### Местные выборы в Польше (2018)
В 2018 году движение стало общенациональным, а его партийные списки появились в 62 из 68 избирательных округов по всей стране. Движение также выдвинуло несколько кандидатов в Президенты городов, глав воеводств и повятов. Некоторые кандидаты, связанные с движением, также баллотировались от местных комитетов. В Нижнесилезском воеводстве члены движения объединились с движением «Гражданская Нижняя Силезия»  (но без ближайших соратников Рафала Дуткевича, баллотировавшихся от движения «С Дудкевичем для Нижней Силезии»), с которым в июне того же года они сформировали совместный клуб в Сеймике под руководством Чеслава Кренцихвоста.
На выборах в воеводские сеймики движение получило 5,28% голосов по стране, в 5 воеводствах превысив избирательный порог и получив места (всего 15). В Нижнесилезском воеводстве они получили 14,98% голосов, получив 6 мест в Сеймике.

### После 2018
2 марта 2019 года некоторые активисты движения вместе с экономистом и юристом Робертом Гвяздовским основали политическое движение «Polska Fair Play». Движение баллотировалось на выборах в Европарламент в том же году, но зарегистрировало списки только в некоторых округах. После выборов оно прекратило свою деятельность.
Беспартийные активисты местного самоуправления приняли участие в парламентских выборах 2019 года, получив 0,78% голосов.